# Уайсс, Аманда
Аманда Уайсс (англ. Amanda Wyss, род. 24 ноября 1960) — американская актриса, получившая широкую известность благодаря роли Тины Грей в фильме «Кошмар на улице Вязов» и журналистки Ренди МакФарленд в сериале Горец.

## Жизнь и карьера
Аманда Уайсс родилась на Манхэттене и в подростковом возрасте начала выступать в местном театре. Она дебютировала в 1980 году с малой роли в фильме «Выпускной», а в последующие годы появлялась в кино и на телевидении. Уайсс пожалуй наиболее известна по своим ролям в фильмах «Весёлые времена в школе Риджмонт», «Кошмар на улице Вязов» и «Уж лучше умереть». Она также снялась в отмеченном несколькими наградами фильме «Шоссе встреч» в 1989 году и имела заметные роли в сериалах «Кегни и Лейси» и «Горец».

## Избранная фильмография
- 1982 — Весёлые времена в школе Риджмонт / Fast Times at Ridgemont High
- 1984 — Кошмар на улице Вязов / A Nightmare On Elm Street
- 1985 — Сильверадо / Silverado
- 1985 — Уж лучше умереть / Better Off Dead
- 1986—1987 — Кегни и Лейси / Cagney & Lacey
- 1989 — Дракула: Любовная история / To Die For
- 1989 — Дорога на пау-вау / Powwow Highway
- 1992—1993 — Горец / Highlander
- 1994 — Новый кошмар Уэса Крейвена / Wes Craven’s New Nightmare
- 2006 — Декстер / Dexter — социальный работник
- 2011 — C.S.I.: Место преступления / CSI: Crime Scene Investigation
- 2016 — Убийство первой степени / Murder In The First